# Oktiabrski (Calmúquia)
|  | Per a altres significats, vegeu «Oktiabrski». |

Oktiabrski (en rus: Октябрьский) és un poble (un possiólok) de Calmúquia, a Rússia, segons el cens del 2010 tenia 293 habitants. Pertany al districte municipal de Priiútnoie.